# Arkadij (Taranov)
Arkadij (světským jménem: Olexandr Borysovyč Taranov; * 11. března 1957, Jasenivskyj) je ukrajinský duchovní Ruské pravoslavné církve a arcibiskup roveňkovský a sverdlovský.

## Život
Narodil se 11. března 1957 v sídle Jasenivskyj Luhanské oblasti.
Po střední škole nastoupil na železniční učiliště v Papasnoje. Od roku 1975 sloužil v řadách Rudé armády. Po demobilizaci pracoval na železnici v Antracytu.
Od roku 1978 studoval na Oděském duchovním semináři, který dokončil roku 1982. Roku 1981 se stal poslušníkem Uspenského monastýru v Oděse.
Dne 8. března 1982 byl postřižen na monacha se jménem Arkadij na počest svatého Arkadia Kyperského. Dne 22. března jej metropolita Sergij (Petrov) rukopoložil na jerodiákona a 6. ledna 1983 na jeromonacha.
V Uspenském monastýru sloužil jako asistent blagočinného.
Roku 1990 byl povýšen na igumena a 13. listopadu se stal představeným chrámu svatých Adriána a Natálie v Oděse.
Roku 1996 byl povýšen na archimandritu a ustanoven představeným Pantelejmonovského monastýru v Oděse. 
Roku 2002 dokončil Kyjevskou duchovní akademii.
Byl blagočinným monastýrů oděské eparchie.
Dne 20. července 2012 jej Svatý synod Ukrajinské pravoslavné církve zvolil biskupem ovidiopolským a vikářem oděské eparchie. Dne 3. srpna byl oficiálně jmenován biskupem a následující den proběhla jeho biskupská chirotonie. Hlavním světitelem byl metropolita kyjevský a celé Ukrajiny Volodymyr (Sabodan).
Dne 25. června 2019 byl povýšen na arcibiskupa.
Dne 17. srpna 2021 byl ustanoven arcibiskupem roveňkovským a sverdlovským.
Dne 13. října 2022 byla eparchie roveňkovská přijata do jurisdikce Ruské pravoslavné církve.